# .nc
.nc ist die länderspezifische Top-Level-Domain (ccTLD) des französischen Überseegebietes Neukaledonien. Sie existiert seit dem 13. Oktober 1993 und wird vom Ministerium für Post und Telekommunikation verwaltet.

## Eigenschaften
Domains werden ausschließlich auf zweiter Ebene angemeldet. Nur Unternehmen Neukaledoniens können eine .nc-Domain registrieren, Einzelpersonen und ausländischen Interessenten ist das nicht gestattet. Insgesamt muss eine .nc-Domain zwischen drei und 63 Zeichen lang sein und darf nur alphanumerische Zeichen beinhalten.